# Bdellocephala exotica
Bdellocephala exotica is een platworm (Platyhelminthes). De worm is tweeslachtig. De soort leeft in of nabij zoet water.
Het geslacht Bdellocephala, waarin de platworm wordt geplaatst, wordt tot de familie Dendrocoelidae gerekend. De wetenschappelijke naam van de soort werd, als Rectocephala exotica, voor het eerst geldig gepubliceerd in 1953 door Hyman.